# 何荣烈
何荣烈（?—?），字秋坪，浙江省嘉興府石門縣人，清末政治人物。
光緒二十一年（1895年）乙未科进士；同年五月，著交吏部掣签分发各省，以知县即用。光绪三十二年（1906年）接替黎耀森任娄县知县一职，次年由刘怡接任。